# Realmforge Studios
Realmforge Studios is een Duits computerspelontwikkelaar gevestigd in München. Het bedrijf werd in 2008 opgericht als dochteronderneming van Kalypso Media.

## Ontwikkelde spellen
| Release | Titel      | Platform                      |
| ------- | ---------- | ----------------------------- |
| 2009    | Ceville    | Windows                       |
| 2010    | M.U.D. TV  | Windows                       |
| 2011    | Dungeons   | Windows                       |
| 2013    | Dark       | Windows, Xbox 360             |
| 2015    | Dungeons 2 | Linux, OS X, SteamOS, Windows |